# Гожево (Гостинінський повіт)
Гожево (пол. Gorzewo) — село в Польщі, у гміні Гостинін Гостинінського повіту Мазовецького воєводства.
Населення — 691 особа (2011).
У 1975-1998 роках село належало до Плоцького воєводства.

## Демографія
Демографічна структура станом на 31 березня 2011 року:
|          | Загалом | Допрацездатний вік | Працездатний вік | Постпрацездатний вік |
| -------- | ------- | ------------------ | ---------------- | -------------------- |
| Чоловіки | 345     | 86                 | 229              | 30                   |
| Жінки    | 346     | 65                 | 210              | 71                   |
| Разом    | 691     | 151                | 439              | 101                  |